# Christian Klien
Christian Klien, född 2 februari 1983 i Hohenems i Vorarlberg, är en österrikisk racerförare.

## Racingkarriär
Klien vann det tyska Formel Renault-mästerskapet 2002 och blev tvåa i Tyska F3-mästerskapet 2003. Han debuterade i formel 1 säsongen 2004 som andreförare i Jaguar Racing, som efter säsongen såldes till energidrycksföretaget Red Bull. 
Klien fortsatte som andreförare för det nya stallet Red Bull säsongen 2005, förutom i ett par lopp, som kördes av Vitantonio Liuzzi. Säsongen 2006 ersattes han av Robert Doornbos från och med de tre sista loppen. Hans bästa F1-resultat är en femteplacering i Kina 2005. Klien var senast testförare för Honda men han lämnade stallet i november 2007 för att istället testa för det nystartade Force India. Klien var en av det indiska stallets tänkbara förare men han fick inget kontrakt. Klien blev istället test- och reservförare för BMW Sauber säsongen 2008.

## F1-karriär
| Säsong | Stall/Tillverkare | Poäng | Placering |
| ------ | ----------------- | ----- | --------- |
| 2004   | Jaguar-Cosworth   | 3     | 16        |
| 2005   | RBR-Cosworth      | 9     | 15        |
| 2006   | RBR-Ferrari       | 2     | 18        |
| 2010   | HRT F1 Team       | 0     | 27        |